# Siri von Reis
Siri von Reis, född 10 februari 1931, död 3 augusti 2021, var en amerikansk botaniker, författare och poet.
von Reis var dotter till svenskfödde Gustaf von Reis.